# Josef Sedlnický z Choltic
Hrabě Josef Sedlnický Odrowąż z Choltic (německy Josef Sedlnitzky Odrowąż von Choltitz, někdy jen Josef von Sedlnitzky, 8. ledna 1778, Opavice – 21. června 1855, Baden u Vídně) byl dvorský úředník a vedoucí policejního a cenzurního úřadu za vlády státního kancléře Metternicha, během období Vormärz, Biedermeieru ve Vídni.

## Život
Josef Sedlnický se narodil jako syn Josefa Sedlnického pocházel ze slezského hraběcího rodu Sedlnických z Choltic. Měl 4 sourozence: bratry Antonína, Leopolda (II.), Jana Karla a sestru Annu.
V roce 1806 se stal okresním hejtmanem ve Weißkirchenu a později přešel do haličského zemského sněmu a v roce 1815 se stal viceprezidentem a v roce 1817 prezidentem policejního a cenzurního úřadu. Úkoly cenzury Rakousku období biedermeieru ho pověřil císař František I. Hrabě Sedlnický byl mimořádně neoblíbený, zvláště mezi rakouskými umělci předbřeznové doby. Byl sesazen během revoluce ve Vídni v roce 1848.
Hrabě Josef Sedlnický z Choltic zemřel v Badenu u Vídně 21. června 1855.